# Potok (Žilina)
|  | No s'ha de confondre amb Potok (Banská Bystrica). |

Potok és un poble i municipi d'Eslovàquia que es troba a la regió de Žilina, al centre-nord del país.

## Demografia
| Godina             | 1994 | 2004   | 2014   | 2024   |
| ------------------ | ---- | ------ | ------ | ------ |
| Nombre de persones | 120  | 115    | 106    | 104    |
| Diferència         |      | −4,16% | −7,82% | −1,88% |

| Godina             | 2023 | 2024 |
| ------------------ | ---- | ---- |
| Nombre de persones | 104  | 104  |
| Diferència         |      | +0%  |